# شاولين كرة السلة (فلم)
شاولين كرة السلة أو كونغ فو دانك
بالأنكليزية : Kung Fu Dunk ، بالصينية :功夫灌籃

## الشخصيات

### جي
فتى يتيم تربى على يد معلمه الذي مات وهو يحاول إتقان إعادة الزمن للوراء وتعديل الكون وأصبح في مدرسة الكونغ فو ثم طرد منها بسبب شخص شرير قام برشوة معلم المدرسة وهنا أصبح جي وحيداً وألتقى بشخص كبير السن وهو الذي ساعده في لعب كرة السلة والانضمام للفريق ليصبح مشهوراً وهو أيضاً يبحث على والديه .

### فآنج شيجي
نشأ يتيماً في مدرسة الكونغ فو وجد في ساحة ملعب كرة السلة ويحب فتاة إسمها ليلي شخصيته جدا مرحة وبنفس الوقت قوي جدا .

### زن لـي
هو الشخص الذي شجع جي في لعب كرة السلة طيب جداً ويحب جي كثيراً يعيش مع إبنته ولديه مطعم.

## روابط خارجية
- مقالات تستعمل روابط فنية بلا صلة مع ويكي بيانات